# 1904 год
1904 (ты́сяча девятьсо́т четвёртый) год  по григорианскому календарю — високосный год, начинающийся в пятницу. Это 1904 год нашей эры, 4‑й год 1‑го десятилетия XX века 2‑го тысячелетия, 5‑й год 1900‑х годов. Он закончился 121 год назад.
| Пн | Вт | Ср | Чт | Пт | Сб | Вс |
|    |    |    |    | 1  | 2  | 3  |
| 4  | 5  | 6  | 7  | 8  | 9  | 10 |
| 11 | 12 | 13 | 14 | 15 | 16 | 17 |
| 18 | 19 | 20 | 21 | 22 | 23 | 24 |
| 25 | 26 | 27 | 28 | 29 | 30 | 31 |

| Пн | Вт | Ср | Чт | Пт | Сб | Вс |
| 1  | 2  | 3  | 4  | 5  | 6  | 7  |
| 8  | 9  | 10 | 11 | 12 | 13 | 14 |
| 15 | 16 | 17 | 18 | 19 | 20 | 21 |
| 22 | 23 | 24 | 25 | 26 | 27 | 28 |
| 29 |    |    |    |    |    |    |

| Пн | Вт | Ср | Чт | Пт | Сб | Вс |
|    | 1  | 2  | 3  | 4  | 5  | 6  |
| 7  | 8  | 9  | 10 | 11 | 12 | 13 |
| 14 | 15 | 16 | 17 | 18 | 19 | 20 |
| 21 | 22 | 23 | 24 | 25 | 26 | 27 |
| 28 | 29 | 30 | 31 |    |    |    |

| Пн | Вт | Ср | Чт | Пт | Сб | Вс |
|    |    |    |    | 1  | 2  | 3  |
| 4  | 5  | 6  | 7  | 8  | 9  | 10 |
| 11 | 12 | 13 | 14 | 15 | 16 | 17 |
| 18 | 19 | 20 | 21 | 22 | 23 | 24 |
| 25 | 26 | 27 | 28 | 29 | 30 |    |

| Пн | Вт | Ср | Чт | Пт | Сб | Вс |
|    |    |    |    |    |    | 1  |
| 2  | 3  | 4  | 5  | 6  | 7  | 8  |
| 9  | 10 | 11 | 12 | 13 | 14 | 15 |
| 16 | 17 | 18 | 19 | 20 | 21 | 22 |
| 23 | 24 | 25 | 26 | 27 | 28 | 29 |
| 30 | 31 |    |    |    |    |    |

| Пн | Вт | Ср | Чт | Пт | Сб | Вс |
|    |    | 1  | 2  | 3  | 4  | 5  |
| 6  | 7  | 8  | 9  | 10 | 11 | 12 |
| 13 | 14 | 15 | 16 | 17 | 18 | 19 |
| 20 | 21 | 22 | 23 | 24 | 25 | 26 |
| 27 | 28 | 29 | 30 |    |    |    |

| Пн | Вт | Ср | Чт | Пт | Сб | Вс |
|    |    |    |    | 1  | 2  | 3  |
| 4  | 5  | 6  | 7  | 8  | 9  | 10 |
| 11 | 12 | 13 | 14 | 15 | 16 | 17 |
| 18 | 19 | 20 | 21 | 22 | 23 | 24 |
| 25 | 26 | 27 | 28 | 29 | 30 | 31 |

| Пн | Вт | Ср | Чт | Пт | Сб | Вс |
| 1  | 2  | 3  | 4  | 5  | 6  | 7  |
| 8  | 9  | 10 | 11 | 12 | 13 | 14 |
| 15 | 16 | 17 | 18 | 19 | 20 | 21 |
| 22 | 23 | 24 | 25 | 26 | 27 | 28 |
| 29 | 30 | 31 |    |    |    |    |

| Пн | Вт | Ср | Чт | Пт | Сб | Вс |
|    |    |    | 1  | 2  | 3  | 4  |
| 5  | 6  | 7  | 8  | 9  | 10 | 11 |
| 12 | 13 | 14 | 15 | 16 | 17 | 18 |
| 19 | 20 | 21 | 22 | 23 | 24 | 25 |
| 26 | 27 | 28 | 29 | 30 |    |    |

| Пн | Вт | Ср | Чт | Пт | Сб | Вс |
|    |    |    |    |    | 1  | 2  |
| 3  | 4  | 5  | 6  | 7  | 8  | 9  |
| 10 | 11 | 12 | 13 | 14 | 15 | 16 |
| 17 | 18 | 19 | 20 | 21 | 22 | 23 |
| 24 | 25 | 26 | 27 | 28 | 29 | 30 |
| 31 |    |    |    |    |    |    |

| Пн | Вт | Ср | Чт | Пт | Сб | Вс |
|    | 1  | 2  | 3  | 4  | 5  | 6  |
| 7  | 8  | 9  | 10 | 11 | 12 | 13 |
| 14 | 15 | 16 | 17 | 18 | 19 | 20 |
| 21 | 22 | 23 | 24 | 25 | 26 | 27 |
| 28 | 29 | 30 |    |    |    |    |

| Пн | Вт | Ср | Чт | Пт | Сб | Вс |
|    |    |    | 1  | 2  | 3  | 4  |
| 5  | 6  | 7  | 8  | 9  | 10 | 11 |
| 12 | 13 | 14 | 15 | 16 | 17 | 18 |
| 19 | 20 | 21 | 22 | 23 | 24 | 25 |
| 26 | 27 | 28 | 29 | 30 | 31 |    |

## События
- 12 января — в Германской Юго-Западной Африке началось восстание племён гереро и нама под предводительством Самуэля Магареро[1].
- 22 января — основание Запорожской областной универсальной научной библиотеки имени А. М. Горького
- 9 февраля
  - Сражение крейсера «Варяг» с японской эскадрой.
  - Начало Русско-японской войны.
- 13 марта — освящена статуя Христа на границе между Аргентиной и Чили.
- 8 апреля — англо-французское соглашение о разделе сфер влияния в Африке. Крупный шаг в становлении Антанты.
- 9 апреля — в Германской Юго-Западной Африке во время восстания племён гереро и нама германские войска разбили повстанцев у горы Оньяти[1].
- 27 апреля — отставка премьер-министра Австралии Альфреда Дикина. К власти пришёл лейбористский кабинет Криса Уотсона[2].
- 1 мая — произошло первое значительное сражение русско-японской войны — бой на реке Ялу.
- 7 мая — отмена в Российской империи запрета на литовскую печать латинским шрифтом (введён в 1864 году).
- 15 июня — произошла одна из крупнейших морских катастроф XX века: в результате пожара на Ист-Ривер в Нью-Йорке вспыхнувшего на пассажирском колёсном пароходе «PS General Slocum» погиб 1021 человек[3].
- 16 июня — В Гельсингфорсе при покушении смертельно ранен генерал-губернатор Финляндии Н. И. Бобриков.
- 20 июня — в Риге открылся 1-й съезд латышских социал-демократов, на котором учреждена Латышская социал-демократическая рабочая партия[4].
- 28 июня — одно из крупнейших кораблекрушений XX века: норвежское пассажирское судно «Нордж» разбилось на рифах близ острова Роколл; трагедия унесла жизни 635 человек[5].
- 29 июня — три смерча 16 (29) июня 1904 года разрушили восточные окраины Москвы.
- 1 июля — открытие III летних Олимпийских игр в Сент-Луисе.
- 28 июля — теракт на Измайловском проспекте в Санкт-Петербурге, в результате которого погиб Министр внутренних дел России Вячеслав Константинович Плеве.
- 11 августа — в Германской Юго-Западной Африке в ходе восстания племён гереро и нама германские войска окружили, уничтожили или взяли в плен большинство повстанцев в районе Ватерберга[1].
- 14—20 августа — Амстердамский конгресс II Интернационала.
- 18 августа — отставка лейбористского премьер-министра Австралии Криса Уотсона. К власти пришёл лейбористский кабинет Джорджа Рида[2].
- 1 октября — начато рабочее движение поездов по Кругобайкальской железной дороге.
- 3 октября — в Германской Юго-Западной Африке возобновилось восстание племён гереро и нама, которое возглавили Хенрдрик Витбоой и Якоб Моренга[1].
- 15 октября — Российская вторая тихоокеанская эскадра (36 боевых кораблей, 228 орудий) под командованием вице-адмирала З. П. Рожественского выходит из Ревеля (Эстония) на Балтийском море, направляясь в Порт-Артур, во время Русско-японской войны. Эскадра будет практически уничтожена в Цусимском сражении 1905, что ознаменует поражение России в войне.
- 21 октября — Гулльский инцидент: Корабли Второй тихоокеанской эскадры обстреляли британские рыболовецкие суда, приняв их за японские миноносцы.
- 8 ноября — президентские выборы в США. Победу одержал кандидат от Республиканской партии действующий президент Теодор Рузвельт (ставший президентом после смерти в 1901 году предыдущего президента Уильяма Мак-Кинли).
- 23 ноября — закрытие III летних Олимпийских игр.
- 26 декабря — началась 18-дневная всеобщая стачка в Баку, завершившаяся подписанием первого в Российской империи коллективного договора между рабочими и нефтепромышленниками[6].

## Спорт
4 мая в Гельзенкирхене был основан футбольный клуб Шальке 04.

## Родились
См. также: Категория:Родившиеся в 1904 году
- 18 января
  - Борис Бабочкин, советский актёр театра и кино, режиссёр и педагог (ум. в 1975).
  - Кэри Грант, англо-американский актёр театра и кино, артист водевилей, кинозвезда (ум. в 1986).
- 22 января
  - Аркадий Гайдар, советский детский писатель, киносценарист, журналист и военный корреспондент (ум. в 1941).
  - Джордж Баланчин, основоположник американского балета (ум. в 1983).
- 30 января — Иван Алексенко, советский конструктор танков (ум. в 1976).
- 2 февраля — Валерий Чкалов, советский лётчик-испытатель, совершивший первый беспосадочный перелёт через Северный полюс, Герой Советского Союза (ум. в 1938).
- 21 февраля — Алексей Косыгин, советский государственный и политический деятель, председатель Совета министров СССР в 1964—1980, дважды Герой Социалистического Труда (ум. в 1980).
- 23 февраля — Александр Згуриди, советский кинорежиссёр научно-популярного кино, основатель и первый ведущий телевизионной передачи «В мире животных» (ум.1998).
- 25 февраля — Аделия Дэвис, американский нутрициолог, диетолог (ум. в 1974).
- 1 марта — Гленн Миллер, американский тромбонист, аранжировщик, руководитель одного из лучших свинговых оркестров (ум. 1944).
- 4 марта — Джордж Гамов, советский и американский физик-теоретик, астрофизик и популяризатор науки (ум. в 1968).
- 6 марта — Хосе Антонио Агирре, испанский баскский политик, деятель баскского национализма (ум. в 1960).
- 7 марта — Рейнхард Гейдрих, государственный и политический деятель нацистской Германии, начальник Главного управления имперской безопасности (ум. в 1942).
- 19 марта — Марк Вороной, украинский литератор и переводчик (ум. в 1937).
- 1 апреля — Николай Берзарин, советский военачальник, генерал-полковник, первый советский комендант Берлина(ум. 1945).
- 2 апреля — Витаутас Гирдзияускас, советский микробиолог, эпидемиолог, иммунолог.
- 6 апреля
  - Василий Меркурьев — советский актёр театра и кино, театральный режиссёр (ум. в 1978).
  - Курт Георг Кизингер, федеральный канцлер ФРГ в 1966—1969 годах (ум. 1988).
- 22 апреля — Роберт Оппенгеймер, американский физик (ум. в 1967).
- 8 мая — Борис Ливанов, русский советский актёр и режиссёр (ум. в 1972).
- 11 мая — Сальвадор Дали, испанский художник (ум. в 1989).
- 17 мая — Жан Габен, французский актёр (ум. в 1976).
- 2 июня
  - Джонни Вайсмюллер, американский спортсмен-пловец, пятикратный олимпийский чемпион; актёр, известный по роли Тарзана (ум. в 1984).
  - Франтишек Планичка, чехословацкий футбольный вратарь (ум. в 1996).
- 6 июня — Татьяна Пельтцер, советская актриса (ум. в 1992).
- 19 июня
  - Иван Тутаринов, Командующий ВДВ в 1959—1961 годах (ум. в 1978).
  - Балис Дварионас, литовский композитор (ум. в 1972).
- 25 июня — Владимир Коккинаки, лётчик-испытатель, дважды Герой Советского Союза, заслуженный лётчик-испытатель СССР, генерал-майор авиации (ум. 1985).
- 5 июля — Эрнст Майр, американский биолог германского происхождения (ум. в 2005).
- 12 июля — Пабло Неруда, чилийский поэт, лауреат Нобелевской премии по литературе (ум. 1973).
- 14 июля — Исаак Башевис-Зингер, американо-еврейский писатель, лауреат Нобелевской премии по литературе 1978 года (ум. в 1991).
- 3 августа — Клиффорд Саймак, американский писатель-фантаст (ум. в 1988).
- 12 августа — Цесаревич Алексей, наследник российского трона (расстрелян в 1918).
- 22 августа — Дэн Сяопин, китайский коммунистический политик, революционер, зачинатель рыночных реформ в КНР (ум. в 1997).
- 27 августа — Хосе Асунсьон Флорес, парагвайский композитор, дирижёр, автор известной инструментальной пьесы «Песня петушка» (ум. в 1972).
- 28 сентября — Алексей Каплер, советский сценарист, актёр, ведущий телепрограммы «Кинопанорама» (ум. в 1979).
- 29 сентября — Николай Островский, советский писатель, автор романа «Как закалялась сталь» (ум. в 1936).
- 2 октября — Грэм Грин, английский писатель (ум. в 1991).
- 5 октября — Фёдор Углов, советский и российский хирург, писатель и общественный деятель (ум. в 2008).
- 11 октября — Александер Пиорковски, штурмбаннфюрер СС, комендант концлагеря Дахау (ум. 1948).
- 21 октября — Эдмонд Гамильтон, американский писатель-фантаст, один из создателей жанра «космической оперы» (ум. в 1977).
- 26 октября — Андрей Аргунов (ум. 1938), святой Русской православной церкви, новомученик.
- 26 октября — Николай Духов, советский конструктор бронетехники, ядерного и термоядерного оружия, трижды Герой Социалистического Труда, лауреат Сталинской, Ленинской и Государственной премий СССР (ум. в 1964).
- 8 ноября — Дмитрий Филиппов (ум. в 1967), советский живописец и педагог.
- 17 ноября — Саломея Нерис, литовская поэтесса (ум. в 1945).
- 30 декабря — Дмитрий Кабалевский, советский композитор, дирижёр, пианист, педагог (ум. в 1987).

## Скончались
См. также: Категория:Умершие в 1904 году

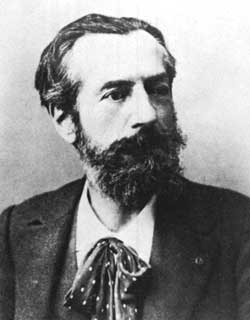
Бартольди

- 8 декабря — Войтех Глинка, чешский писатель известный под псевдонимом Франтишек Правда (р. 1817).
- 9 января — Джон Браун Гордон, американский генерал, участник Гражданской войны 1861—1865 гг. (р. 1832).
- 2 февраля — Антонио Лабриола, итальянский философ-социалист, основатель итальянского марксизма (род.1843)
- 10 февраля — Николай Михайловский, русский публицист, социолог, литературный критик, теоретик народничества (р. 1842).
- 13 апреля — Степан Макаров (р. 1848/1849), вице-адмирал, и Василий Верещагин, русский художник (р. 1842), погибли вместе с броненосцем Петропавловск во время русско-японской войны.
- 24 апреля — Амели Линц (Шпайер) (р. 1824) немецкая писательница писавшая под псевдонимом Амалия Годин.
- 1 мая — Антонин Дворжак, чешский композитор (р. 1841)
- 3 июля — Теодор Герцль, основоположник идеологии сионизма (р. 1860).
- 15 июля — Антон Чехов, русский писатель (р. 1860).
- 28 июля — Вячеслав Плеве, русский государственный деятель (убит террористом; р. 1846).
- 24 сентября — Михаил Загоскин, русский прозаик и журналист (р. 1830).
- 4 октября — Фредерик Огюст Бартольди, французский скульптор (р. 1834).
- 4 ноября — Адольф Маркс, русский книгоиздатель (р. 1838).
- 9 декабря — Александр Пыпин, русский литературовед и этнограф (р. 1833).
- 13 декабря — Николай Склифосовский, русский врач (р. 1836).

## Нобелевские премии
- Физика — Джон Уильям Рэлей — «За исследования плотностей наиболее распространённых газов и за открытие аргона в ходе этих исследований».
- Химия — Уильям Рамзай — «В знак признания открытия им в атмосфере различных инертных газов и определения их места в периодической системе».
- Медицина и физиология — Иван Петрович Павлов — «За работу по физиологии пищеварения».
- Литература — Фредерик Мистраль — «За свежесть и оригинальность поэтических произведений, правдиво отражающих дух народа»; Хосе Эчегерай-и-Эйсагирре — «За многочисленные заслуги в возрождении традиций испанской драмы».
- Премия мира —